# リカルド・ロドリゲス (レーサー)
リカルド・ロドリゲス・デ・ラ・ベガ（スペイン語: Ricardo Rodríguez de la Vega, 1942年2月14日 - 1962年11月1日）は、メキシコのレーシング・ドライバー。

## 人物紹介
兄は同じくレーサーのペドロ。2人纏めて「ロドリゲス兄弟」と称されることもある。才能は兄以上と言われ、ル・マン24時間レース・F1における最年少デビュー（F1は当時）、タルガ・フローリオ優勝など早くから実績を残したが、20歳で事故死した。
後には兄のペドロも事故死しており、「国際的な活躍を見せたメキシコ人兄弟」と言われると共に、「揃ってレース中に死亡した悲劇の兄弟」としても語られる。

## 経歴

### F1前
早くから才能を見せ、10代前半より自転車・2輪・4輪と多くのカテゴリーでチャンピオンとなった。4輪に転向後、1957年に国際競技ライセンスを獲得し、兄と共に国際レースにデビュー。
ル・マン24時間レースには、1959年にペドロと組み初参戦。また1960年には、アンドレ・ピレットとのコンビで2位に入っている。17歳での参戦・18歳での表彰台は、2014年に16歳でF1に参戦したマックス・フェルスタッペンに抜かれるまで最年少記録とされていた。

### F1
1961年、F1イタリアGPにおいて、フェラーリに誘われスポット参戦。チームメイトのうちリッチー・ギンザー、フィル・ヒル、ジャンカルロ・バゲッティの前方、ポイントリーダーのヴォルフガング・フォン・トリップスからも0.1秒差の予選2位につけ、一躍注目を浴びた。また、決勝における19歳208日でのデビューは、当時の最年少記録である。
翌1962年もフェラーリから5レースに参戦、第3戦ベルギーGPでは4位に入賞。2戦欠場後の第6戦ドイツGPでも、6位に入賞している。若くしての活躍から、この年の「メキシコ最優秀スポーツ選手」にも選ばれていた。

#### 事故死
この年の11月、ノンタイトル戦ながら、地元で初のメキシコGPが開催された。しかしフェラーリはこのレースに参戦せず、リカルドは代わりにロブ・ウォーカーからロータスのマシンで出走することとなった。
だが、プラクティス中に最終コーナーでクラッシュを起こし、リカルドはマシンから投げ出され即死した。20歳の早い死を受け、サーキットは「リカルド・ロドリゲス・サーキット」と命名された。

## エピソード
- 1971年に、兄ペドロもスポーツカーレースで他界。その為、リカルド・ロドリゲス・サーキットはエルマノス（兄弟の意味）・ロドリゲス・サーキットに改名された。
- クレイジーケンバンドの楽曲に「ロドリゲス兄弟」があり、ペドロとリカルドをモチーフにしていると言われている。

## レース戦績

### F1
| 年     | 所属チーム | シャシー | 1       | 2       | 3     | 4   | 5   | 6     | 7       | 8   | 9   | WDC       | ポイント |
| ------ | ---------- | -------- | ------- | ------- | ----- | --- | --- | ----- | ------- | --- | --- | --------- | -------- |
| 1961年 | フェラーリ | 156      | MON     | NED     | BEL   | FRA | GBR | GER   | ITA Ret | USA |     | NC (42位) | 0        |
| 1962年 | フェラーリ | 156      | NED Ret | MON DNS | BEL 4 | FRA | GBR | GER 6 | ITA Ret | USA | RSA | 13位      | 4        |

### ル・マン24時間レース
| 年     | チーム                            | コ・ドライバー     | 車両                     | クラス | 周回数 | 総合順位 | クラス順位 |
| ------ | --------------------------------- | ------------------ | ------------------------ | ------ | ------ | -------- | ---------- |
| 1959年 | アウトモビレ オスカ               | ペドロ・ロドリゲス | オスカ・スポーツ 750TN   | S 750  | 32     | DNF      | DNF        |
| 1960年 | ノース アメリカ レーシング チーム | アンドレ・ピレット | フェラーリ・250TR59      | S 3.0  | 310    | 2位      | 2位        |
| 1961年 | ノース アメリカ レーシング チーム | ペドロ・ロドリゲス | フェラーリ・250TRI/61    | S 3.0  | 305    | DNF      | DNF        |
| 1962年 | SpA フェラーリ SEFAC              | ペドロ・ロドリゲス | フェラーリ ディノ・246SP | E 3.0  | 174    | DNF      | DNF        |